# Camarosporula persooniae
Camarosporula persooniae är en svampart som först beskrevs av Henn., och fick sitt nu gällande namn av Franz Petrak 1954. Camarosporula persoonii ingår i släktet Camarosporula, klassen Dothideomycetes, divisionen sporsäcksvampar och riket svampar.   Inga underarter finns listade i Catalogue of Life.